# Brian Helgeland
Brian Helgeland (ur. 17 stycznia 1961 w Providence) – amerykański reżyser filmowy i scenarzysta. Zdobywca Oscara.

## Filmografia

### Reżyser
- 1999 - Godzina zemsty
- 2001 - Obłędny rycerz
- 2003 - Zjadacz grzechów
- 2013 - 42 – Prawdziwa historia amerykańskiej legendy
- 2015 - Legend
- 2023 - Jedna krew

### Scenarzysta
- 1988 - Koszmar z ulicy Wiązów IV: Władca snów
- 1988 - Telefon do piekła
- 1991 - Autostrada do piekła
- 1995 - Zabójcy
- 1997 - Tajemnice Los Angeles (Oscar za najlepszy scenariusz adaptowany)
- 1997 -  Wysłannik przyszłości
- 1997 - Teoria spisku
- 1999 - Godzina zemsty
- 2001 - Obłędny rycerz
- 2002 - Krwawa profesja
- 2003 - Rzeka tajemnic
- 2003 - Zjadacz grzechów
- 2004 - Człowiek w ogniu
- 2009 - Metro strachu
- 2009 - Asystent wampira
- 2013 - 42 – Prawdziwa historia amerykańskiej legendy
- 2015 - Legend
- 2023 - Jedna krew